# اسماعیل اول (غرناطه)
ابوالولید اسماعیل اول بن فرج (به عربی: أبو الوليد إسماعيل الأول بن فرج) (زادهٔ ۳ مارس ۱۲۷۹ – درگذشتهٔ ۸ ژوئیه ۱۳۲۵) پنجمین حاکم نصری امارت غرناطه در شبه جزیره ایبری از سال ۱۳۱۴ تا ۱۳۲۵ بود. او نوهٔ محمد دوم از طرف مادرش فاطمه بود و اولین فرد از سلسله سلاطینی است که اکنون به نام دودمان نصریان  شناخته میشود. مورخان او را حاکمی مؤثر توصیف کرده اند که موقعیت امارت را با پیروزیهای نظامی در دوران حکومتش بهبود بخشید.
اسماعیل پس از شورشی که توسط پدرش ابوسعید فرج آغاز شد، در دوران حکومت دایی خود، سلطان نصر، ادعای تاج و تخت کرد. نیروهای آنها نصر، که محبوبیت چندانی نداشت، را شکست دادند و اسماعیل در فوریه ۱۳۱۴ در الحمرا به عنوان سلطان منصوب شد. او سالهای اولیه حکومت خود را م درگیر جنگ با نصر بود . نصر تلاش میکرد از پایگاه خود در گوادیکس، که در ابتدا به عنوان فرماندار در آنجام حکومت میکرد، تاج و تخت را بازپس بگیرد. نصر از کاستیا  که بعدا مجوز پاپی برای یک جنگ صلیبی علیه اسماعیل دریافت کرد، کمک گرفت، جنگ با وقفه هایی ادامه یافت و به اوج خود رسید سرانجام در نبرد وگا در ۲۵ ژوئن ۱۳۱۹، که به پیروزی کامل نیروهای اسماعیل به رهبری عثمان بن ابی العلا بر کاستیا انجامید. مرگ اینفانته پدرو و اینفانته خوان، دو نایب السلطنه برای پادشاه خردسال آلفونسو یازدهم، در این نبرد، کاستیل را بدون رهبر گذاشت و آنها را مجبور به قطع حمایت از نصر کرد.
پس از یک آتش بس اولیه، اسماعیل پیروزی خود را با تصرف قلعه های مرزی کاستیل در سالهای ۱۳۲۴ و ۱۳۲۵، از جمله بازا، اورسی، هوئسکار، گالرا و مارتس، ادامه داد. این لشکرکشی شامل اولین استفاده از توپ در محاصره در شبه جزیره ایبری و جنایاتی در جریان حمله به مارتس بود که در تواریخ مسلمانان مایه ی بدنامی وی شد. او در ۸ ژوئیه ۱۳۲۵ توسط یکی از بستگانش، محمد بن اسماعیل، به دلایل شخصی به قتل رسید. اسماعیل در طول زندگی خود ساختمانهایی به مجموعه کاخ الحمرا، کاخ جنرالیفه و کاخ القصر جنیل اضافه کرد.
1. ↑  https://referenceworks.brill.com/display/entries/EIEO/COM-0855.xml